# Ruderting
Ruderting è un comune tedesco di 3 092 abitanti, situato nel land della Baviera.